# Neoatractosoma beroni
Neoatractosoma beroni är en mångfotingart som beskrevs av Jean-Paul Mauriès 1969. Neoatractosoma beroni ingår i släktet Neoatractosoma och familjen Neoatractosomatidae. Inga underarter finns listade i Catalogue of Life.